# Михайловка (Новоодесский район)
Михайловка (укр. Михайлівка) — село в Новоодесском районе Николаевской области Украины.
Основано в 1715 году. Население по переписи 2001 года составляло 486 человек. Почтовый индекс — 56611. Телефонный код — 5167. Занимает площадь 0,8 км².

## Местный совет
56611, Николаевская обл., Новоодесский р-н, с. Михайловка, ул. Хомченка, 74